# Guangzhou Rural Commercial Bank
Сельский коммерческий банк Гуанчжоу (кит. 廣州農村商業銀行, сокращённо GRC Bank) — коммерческий банк со штаб-квартирой в Гуанчжоу, административном центре провинции Гуандун. В списке крупнейших публичных компаний мира Forbes Global 2000 за 2021 год занял 921-е место (в том числе 248-е по активам); из китайских компаний в этом списке занял 147-е место.
Предшественник банка был основан в 1952 году, в современной форме был зарегистрирован 9 декабря 2009 года. 20 июня 2017 года акции банка были размещены на Гонконгской фондовой бирже.
Основное направление деятельности — банковское обслуживание компаний и частных лиц в сельской местности провинции Гуандун (прилегающей к Гонконгу). На конец 2020 года активы банка превысили триллион юаней ($158 млрд), из них 569 млрд пришлось на выданные кредиты, 263 млрд — на инвестиции в ценные бумаги. Из пассивов 778 млрд составили принятые депозиты, 77 млрд — выпущенные облигации.
Основным акционером банка является народное муниципальное правительство Гуанчжоу (18,22 %).